# Omelnîk, Orihiv
Omelnîk (în ucraineană Омельник) este localitatea de reședință a comunei Omelnîk din raionul Orihiv, regiunea Zaporijjea, Ucraina.

## Demografie
Componența lingvistică a localității Omelnîk
     Ucraineană (95,64%)
     Rusă (4,01%)
Conform recensământului din 2001, majoritatea populației localității Omelnîk era vorbitoare de ucraineană (95,64%), existând în minoritate și vorbitori de rusă (4,01%).